# Mathew Helm
Mathew Helm (n. 9 decembrie 1980, Brisbane, Queensland, Australia) este un săritor în apă ce a reprezentat Australia, medaliat olimpic. A participat la 3 ediții ale Jocurilor Olimpice (2000, 2004, 2008) în care a câștigat o medalie de argint și o medalie de bronz.